# Артур Абрахам
Арту́р Абраха́м (нем. Arthur Abraham, настоящее имя Аветик Григорьевич Абрахамян (арм. Ավետիք Գրիգորիի Աբրահամյան); род. 20 февраля 1980 года, Ереван, Армянская ССР) — армянский и немецкий боксёр-профессионал, чемпион мира в среднем весе по версии IBF (2005—2010), чемпион мира во втором среднем весе по версии WBO (2012—2013, 2014—2016). Победил 16 боксёров за титул чемпиона мира. В 2006, 2009 и 2012 годах, Артур Абрахам признавался «Боксёром года» в Германии по версии журнала «БоксСпорт» (нем. BoxSport).
Артур Аврахам женат на Луся Ованнисян  . У них трое детей: Григор, Мария, Диана .

## Увлечение боксом
Артур Абрахам с раннего детства проявлял интерес к занятиям различными видами спорта. Сначала его увлекал велоспорт и Артур стал чемпионом Армении по этому виду спорта, но в 1995 году семья переехала в немецкий город Бамберг, и там Артур решил сосредоточиться на боксе. В конце 1990-х годов он возвращался на несколько лет в Армению, где продолжал заниматься боксом под руководством Армена Ованесяна и Дереника Восканяна. С 1999 по 2003 год Абрахам трижды становился чемпионом Армении среди любителей, но не выступал на международном уровне. В те же годы он прошёл службу в армянской армии и получил высшее юридическое образование.

## Профессиональная карьера

### Средний вес
В 2003 году Артур Абрахам снова приехал в Германию и, подписав контракт с известным промоутером Вильфридом Зауэрландом, начал профессиональную карьеру. Дебютировал на профессиональном ринге 16 августа 2003 года боем против немца Франка Кари Рота, в послужном списке которого к тому моменту были одна победа, одна ничья и одно поражение. Начало профессиональной карьеры для Артура было удачным — он одержал победу техническим нокаутом в третьем раунде.
Абрахам провёл 12 боёв подряд, все выиграл нокаутом, и вышел на первый титульный бой за звание интерконтинентального чемпиона мира по версии WBA, который выиграл нокаутом в 12-м раунде в бою с австралийцем Надером Хамданом. Впоследствии титул межконтинентального чемпиона Артур успешно защищал три раза.

#### Завоевание титула чемпиона мира
В конце 2005 года титул чемпиона мира среди профессионалов в средней весовой категории по версии IBF был объявлен вакантным из-за отказа действующего чемпиона Джермана Тэйлора от проведения его обязательной защиты. На тот момент Артур Абрахам занимал шестую строчку в рейтинге IBG, тем не менее именно он стал претендентом на пояс чемпиона мира, так как все боксёры, расположившиеся в рейтинге выше него, уже были связаны контрактами на другие бои.
Титул чемпиона мира среди профессионалов в средней весовой категории по версии IBF Артур завоевал 10 декабря 2005 года в бою против нигерийца Кингсли Икеке. Двенадцатираундовый поединок закончился в пятом раунде нокаутом нигерийца.
4 марта 2006 года Артур Абрахам проводил первую защиту титула чемпиона мира против австралийца Шеннана Тейлора. На тот момент Шеннан провёл 48 боёв, одержав 42 победы. По ходу всего поединка Абрахам имел преимущество, но нокаутировать оппонента ему не удалось. По окончании двенадцати раундов все судьи отдали предпочтение представителю Армении: 120:106, 120:107 и 120:107.
Через два месяца после первой защиты титула чемпиона мира 13 мая 2006 года Артур Абрахам провёл вторую защиту титула против Кофи Янтуа из Ганы, который на момент боя провёл 33 поединка, одержав 30 побед. В этом бою Артур Абрахам одержал уверенную победу единогласным решением судей: 117—109, 116—111 и 115—112. В седьмом раунде с Артура было снято очко за удар по затылку.

#### Защита пояса против Эдисона Миранды
23 сентября 2006 года Артур Абрахам провёл свою третью защиту чемпионского титула против обязательного претендента колумбийца Эдисона Миранды. Не знавший на тот момент поражений претендент активно начал бой, но и чемпион не отсиживался в обороне. В четвёртом раунде Абрахам был близок к тому чтобы нокаутировать Миранду, но пропустил встречный удар, который привёл к двойному перелому челюсти из-за того, что у Артура был в этот момент открыт рот. В пятом раунде Миранда нанёс Абрахаму умышленный удар головой, который усугубил травму и привёл к усилению кровотечения. Бой был остановлен. Рефери в ринге снял с Миранды 2 очка за удар головой, но отказался его дисквалифицировать, так как не этот удар стал причиной перелома челюсти у Артура. Таким образом отказ от продолжения боя означал для Абрахама проигрыш техническим нокаутом и, посовещавшись с тренером, Артур принял решение продолжить поединок несмотря на тяжёлую травму и сильное кровотечение. В остававшихся семи раундах Миранда обладал преимуществом, но Абрахам умело защищался и иногда даже удачно контратаковал. В седьмом и одиннадцатом раундах судья снял с Миранды ещё 3 очка за удары ниже пояса. В результате по завершении 12 раунда единогласным решением судей победа по очкам была присуждена Абрахаму. Сразу после завершения боя Артур был доставлен в больницу, где был прооперирован. Ему в челюсть были вставлены титановые пластины, и возобновить лёгкие тренировки он смог только через несколько недель, а вернуться к спаррингам лишь через три месяца.
Этот бой и его результат вызвали широкий резонанс в мире профессионального бокса. Так как решение судей многим показалось сомнительным, было решено провести повторный поединок между этими боксёрами, который состоялся через полтора года.
Четвёртую защиту пояса Артур Абрахам провёл против канадца Себастьяна Демерса, который к тому моменту провёл двадцать успешных боёв и занимал 27 место в мировом рейтинге. В третьем раунде Артур Абрахам послал своего соперника в нокдаун, после чего рефери вмешался и остановил поединок, зафиксировав победу чемпиона техническим нокаутом.

#### Второй бой с Эдисоном Мирандой
В июне 2008 года состоялся 2-й бой между Эдисоном Мирандой и Артуром Абрахамом. На кону не стояли никакие титулы, так как бой проходил во 2-м среднем весе. В конце 2-го раунда Миранда провёл левый апперкот в пах. Рефери остановил бой и дал Абрахаму передышку. В середине 4-го раунда Абрахам провёл встречный левый кросс и колумбиец оказался в нокдауне. Он встал на счёт 6. Абрахам бросился добивать соперника. Он провёл левый хук и Миранда рухнул на канвас. Колумбиец вновь встал на счёт 6. Абрахам тут же выбросил левый крюк, и Миранда снова не устоял на ногах. Рефери остановил бой, не открывая счёт. Колумбиец находился на полу больше минуты.
14 марта 2009 года Артур Абрахам провёл очередную успешную защиту титула, победив не имевшего на тот момент поражений американца Лахуана Саймона. Чемпион начал бой в традиционном для себя стиле, принимая на блок большинство ударов соперника. Благодаря этому поединок получался довольно равным. Начиная с пятого раунда Артур стал наращивать обороты, чередуя яркие всплески активности с преднамеренным бездействием — этого ему вполне хватало, чтобы набирать зачётные баллы на записках судей. Иногда успеха добивался Саймон, но большую часть времени преимуществом владел Абрахам, что и предопределило его победу по очкам единогласным решением: 117—110, 118—109 и 117—110.
Свою десятую защиту чемпионского титула Артур Абрахам проводил против немецкого боксёра турецкого происхождения Махира Орала. Начало поединка осталось за Оралом, который не стушевался перед своим более именитым соперником и работал первым номером. Однако уже в четвёртом раунде наметился перелом: Абрахам нанёс сильный удар справа, после которого Орал оказался в тяжёлом нокдауне и с трудом достоял до конца трёхминутки. В пятом раунде он сумел восстановиться и достаточно успешно противостоял атакам чемпиона, но уже в шестом раунде вновь оказался на настиле и вновь с трудом выстоял до конца раунда. В седьмом, восьмом и девятом раундах Абрахам начал действовать более активно, стараясь найти брешь в обороне Орала и нанося большое количество силовых ударов. В самом начале десятого раунда после нескольких пропущенных ударов Орал опустился на колено, и рефери начал отсчитывать ему нокдаун. Претендент сумел подняться, однако Абрахам не прекращал своих атак и ещё дважды отправил Орала в нокдаун, после чего угол претендента выбросил полотенце и отказался от продолжения боя.

### Второй средний вес

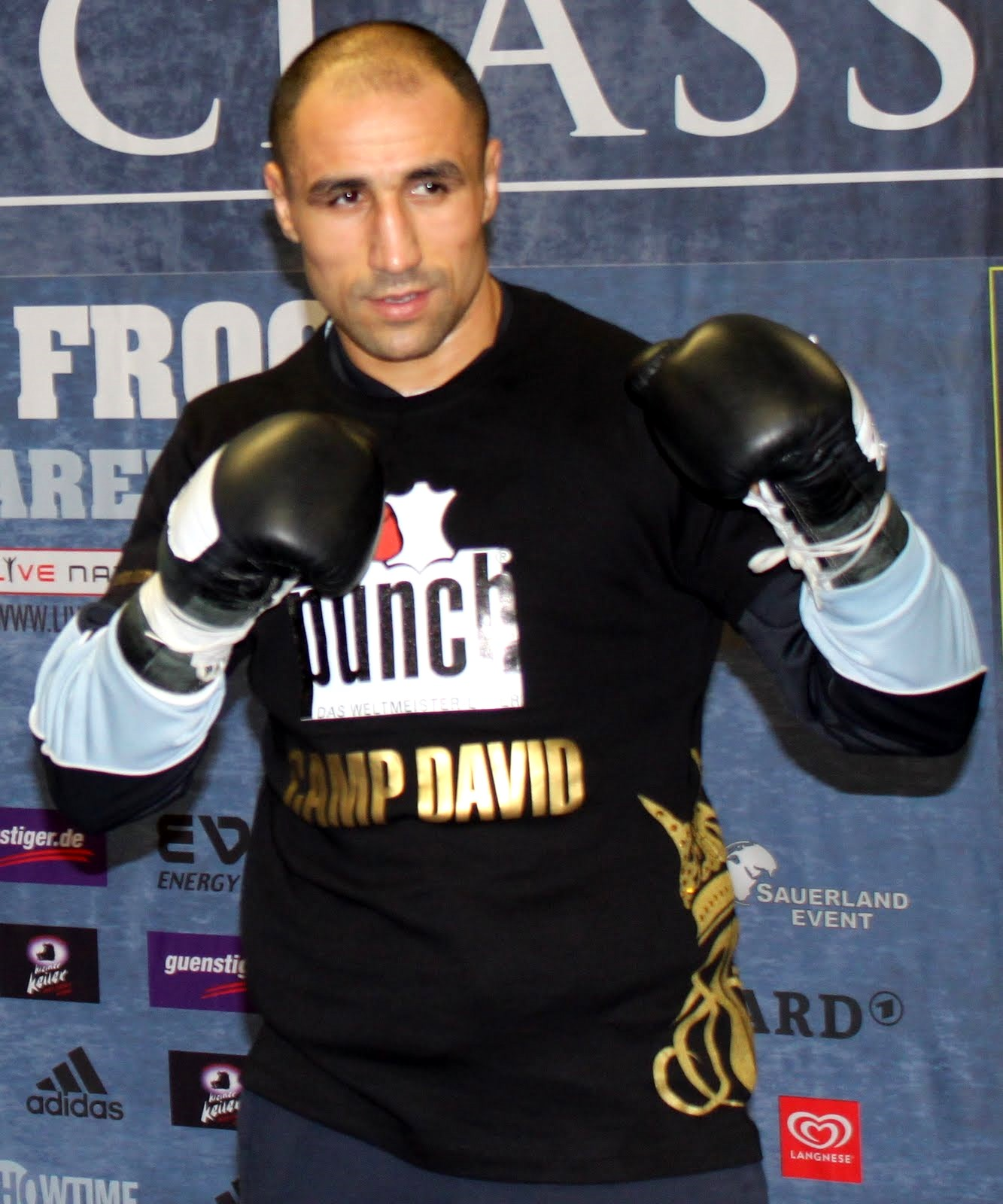

#### Участие в турнире «Super Six»
Удерживая титул чемпиона мира по версии IBF на протяжении почти четырёх лет, Артур Абрахам так и не смог получить желанный бой за объединение чемпионских поясов в среднем весе с обладателями титулов по версиям других боксёрских организаций. В середине 2009 года он принял решение отказаться от принадлежавшего ему чемпионского пояса и, перейдя во второй средний вес, принять участие в престижном турнире «Super Six World Boxing Classic», победитель которого мог стать обладателем чемпионских поясов двух из четырёх основных боксёрских организаций.
Первым соперником Абрахама в этом турнире был бывший обладатель нескольких титулов в среднем весе американец Джермейн Тейлор. Их поединок прошёл при заметном преимуществе Абрахама, а в двенадцатом раунде мощным ударом справа он смог отправить Тейлора в глубокий нокаут, после чего американский боксёр был доставлен в больницу с сотрясением мозга, а впоследствии отказался от дальнейшего участия в «Super Six World Boxing Classic». Этот успех позволил Артуру Абрахаму стать на некоторое время единоличным лидером турнира, по правилам которого досрочная победа оценивается выше, чем победа по решению судей и приносит не два, а три очка.
Вторым соперником Артура Абрахама в турнире «Super Six World Boxing Classic» стал американский боксёр Андре Диррелл. Первоначально планировалось, что бой пройдёт 6 марта в Калифорнии, однако Диррелл, сославшись на травму спины, добился переноса поединка на 27 марта, а также проведения его в родном штате Диррелла Мичигане. Абрахам в свойственной для него манере был несколько пассивен в первой половине боя, позволив американскому боксёру доминировать на ринге, но ближе к концу боя, понимая, что проигрывает по очкам, перехватил инициативу. В 10-м раунде после его точного удара Диррелл был сбит с ног, но, несмотря на очевидность нокдауна, рефери в ринге не стал открывать счёт. В 11 раунде, увлекшись атакой, Абрахам нанёс удар по незащищённой голове поскользнувшегося и опустившегося на колено американца, после чего тот упал и долго лежал, закрыв голову перчатками. Бой был остановлен, и через некоторое время ринг-анонсёр Джимми Леннон объявил, что ввиду дисквалификации Абрахама победа присуждена Дирреллу. Такое решение долго обсуждалось в мире профессионального бокса и вызвало много противоречивых откликов. Команда Абрахама пыталась его опротестовать и признать поединок завершившимся без объявления результата на основании того, что рефери, по её мнению, действовал предвзято и неквалифицированно, не засчитал Дирреллу нокдаун, в котором тот побывал в десятом раунде, не выносил ему предупреждений за удары ниже пояса и, наконец, не остановил бой в момент, когда американец поскользнулся. Тем не менее результат поединка пересмотрен не был.
Третий бой в рамках турнира «Super Six World Boxing Classic» Артур Абрахам провёл 27 ноября 2010 года в Хельсинки против британца Карла Фроча. На кону в этом бою стоял титул чемпиона мира по версии WBC, ставший вакантным после отказа от него датского боксёра Миккеля Кеслера. Имевший превосходство в росте и длине рук, Фроч доминировал большую часть поединка. В 12 раунде Абрахам старался проявить наибольшую активность, но британец отразил все его атаки и единогласным решением судей победил по очкам.
Несмотря на два поражения Артур Абрахам вышел в полуфинал турнира, где его соперником стал американец Андре Уорд. На кону в этом бою, прошедшем 14 июня 2011 года в Карсоне (Калифорния), стоял принадлежавший Уорду пояс чемпиона мира по версии WBA. Большую часть поединка Абрахам провёл недостаточно активно, и американец победил по очкам единогласным решением судей.

#### Противостояние с Робертом Штиглицем
После неудачного выступления в турнире «Super Six World Boxing Classic» Артур Абрахам высказывал намерение вернуться в средний вес, однако в дальнейшем отказался от этих планов. В январе 2012 года он завоевал титул чемпиона Европы по версии WBO в бою с аргентинцем Паоло Фериасом. Через два месяца защитил титул по очкам в бою с поляком Петром Вилчевски и получил статус обязательного претендента на титул чемпиона по версии WBO, принадлежавший Роберту Штиглицу.
Бой между Абрахамом и Штиглицем состоялся 25 августа 2012 года в Берлине и вызвал большой интерес в Германии. Оба соперника проявляли активность с первых раундов, и поединок проходил с переменным успехом. Удары Абрахама были точнее, и во второй половине боя у Штиглица появились рассечения над и под обоими глазами. Несмотря на эти повреждения Штиглиц продержался до конца боя и даже пытался продолжать атаковать, но Абрахам смог одержать победу по очкам единогласным решением судей и завоевал титул чемпиона мира по версии WBO.
Контракт на бой предусматривал для Штиглица возможность реванша в случае поражения, поэтому успешно защитив титул в бою с французом Мехди Буадлой, Абрахам должен был вновь встретиться со Штиглицем. Их второй бой состоялся 23 марта 2013 года в Магдебурге, и события в нём развивались непредсказуемо. По мнению букмекеров, явным фаворитом выглядел Абрахам, однако активно начав бой, Штиглиц уже во втором раунде смог нанести удар, из-за которого возле левого глаза Абрахама образовалась гематома. После окончания третьего раунда левый глаз Абрахама окончательно закрылся, и ему было засчитано поражение техническим нокаутом. Таким образом чемпионский титул вновь перешёл к Штиглицу, но оба соперника сразу выразили намерение провести и третий бой друг с другом.
В 2013 году Артур Абрахам провёл ещё два боя, в которых выиграл по очкам у намибийца Вилбефорса Шипехо и итальянца Джованни Де Каролиса. Не сумев победить нокаутом двух малоизвестных боксёров, Абрахам уже не выглядел фаворитом перед своим третьим поединком со Штиглицем, и букмекеры теперь отдавали предпочтение его сопернику. Этот бой состоялся 1 марта 2014 года в Макдебурге. Он получился равным и грязным, изобиловал клинчами. По ходу боя с обоих боксёров было снято по одному очку за запрещённые действия. В 12 раунде сохранивший больше сил Абрахам смог отправить Штиглица в нокдаун. В результате он одержал победу по очкам раздельным решением судей и вернул себе титул чемпиона мира по версии WBO. В дальнейшем Штиглиц выразил несогласие с решением судей, а Абрахам назвал эту победу наиболее важной в своей спортивной карьере.
18 июля 2015 года состоялся четвёртый бой между спортсменами. Победу техническим нокаутом одержал Артур Абрахам.

## Результаты боёв
В таблице перечислены результаты всех поединков боксёров.
В каждой строке указан результат поединка. Дополнительно номер поединка обозначен цветом, который обозначает итог поединка. Расшифровка обозначений и цветов представлена в нижеследующей таблице.
| Пример | Расшифровка                     |
| ------ | ------------------------------- |
|        | Победа                          |
|        | Ничья                           |
|        | Поражение                       |
|        | Планируемый поединок            |
|        | Поединок признан несостоявшимся |
| КО     | Нокаут                          |
| ТКО    | Технический нокаут              |
| PTS    | Решение судей (по очкам)        |
| UD     | Единогласное решение судей      |
| MD     | Решение большинства судей       |
| SD     | Раздельное решение судей        |
| RTD    | Отказ от продолжения боя        |
| DQ     | Дисквалификация                 |
| NC     | Поединок признан несостоявшимся |

| Бой | Дата             | Соперник                         | Место боя                            | Раундов         | Результат | Дополнительно |
| --- | ---------------- | -------------------------------- | ------------------------------------ | --------------- | --------- | --- |
| 53  | 28 апреля 2018   | Патрик Нильсен (29-2)            | Baden Arena, Оффенбург, Германия     | SD (12)         | Победа    | Завоевал вакантный титул чемпиона по версии WBO International во 2-м среднем весе. Счёт: 116—111, 116—111, 113—114.                                                      |
| 52  | 15 июля 2017     | Крис Юбенк мл. (24-1)            | Уэмбли Арена, Лондон, Великобритания | UD (12)         | Поражение | Бой за титул чемпиона мира по версии IBO во 2-м среднем весе (1-я защита Юбенка). Счёт: 110—118, 110—118, 108—120.                                                       |
| 51  | 22 апреля 2017   | Робин Красники (46-4)            | Эрфурт, Германия                     | UD (12)         | Победа    | Счёт: 118—110, 117—111, 115—114. |
| 50  | 16 июля 2016     | Тим Робин Лихауг (15-1)          | Берлин, Германия                     | TKO8 (12) 1:09  | Победа    | Завоевал вакантный титул чемпиона по версии WBO International во втором среднем весе.                                                                                    |
| 49  | 9 апреля 2016    | Хильберто Рамирес Санчес (33-0)  | Лас-Вегас, США                       | UD (12)         | Поражение | Проиграл титул чемпиона мира по версии WBO во втором среднем весе. (108—120, 108—120, 108—120).                                                                          |
| 48  | 21 ноября 2015   | Мартин Мюррей (32-2-1)           | Ганновер, Германия                   | SD (12)         | Победа    | Защитил титул чемпиона мира по версии WBO во втором среднем весе. (116—111, 115—112, 112—115).                                                                           |
| 47  | 18 июля 2015     | Роберт Штиглиц (47-4-1)          | Халле, Германия                      | TKO6 (12) 1:14  | Победа    | Защитил титул чемпиона мира по версии WBO во втором среднем весе. |
| 46  | 21 февраля 2015  | Пол Смит (35-4)                  | Берлин, Германия                     | UD (12)         | Победа    | Защитил титул чемпиона мира по версии WBO во втором среднем весе. (116—112, 117—111, 117—111).                                                                           |
| 45  | 27 сентября 2014 | Пол Смит (35-3)                  | Киль, Германия                       | UD (12)         | Победа    | Защитил титул чемпиона мира по версии WBO во втором среднем весе. (117—111, 119—109, 117—111).                                                                           |
| 44  | 3 мая 2014       | Никола Сьеклоча (26-1)           | Берлин, Германия                     | UD (12)         | Победа    | Защитил титул чемпиона мира по версии WBO во втором среднем весе. (116—112, 116—113, 119—110).                                                                           |
| 43  | 1 марта 2014     | Роберт Штиглиц (46-3)            | Магдебург, Германия                  | SD (12)         | Победа    | Выиграл титул чемпиона мира по версии WBO во втором среднем весе. (115—110, 114—111, 112—113).                                                                           |
| 42  | 26 октября 2013  | Джованни Де Каролис (20-4)       | Ольденбург, Германия                 | UD (12)         | Победа    | Защитил интерконтинентальный титул чемпиона мира по версии WBO. (120—108, 119—109, 119—109).                                                                             |
| 41  | 24 августа 2013  | Уиллбифорс Шихепо (20-6)         | Шверин, Германия                     | UD (12)         | Победа    | Выиграл интерконтинентальный титул чемпиона мира по версии WBO. (117—111, 116—112, 116—113).                                                                             |
| 40  | 23 марта 2013    | Роберт Штиглиц (43-3)            | Магдебург, Германия                  | TKO4 (12) 0:01  | Поражение | Проиграл титул чемпиона мира по версии WBO во втором среднем весе. (Бой остановлен по рекомендации врача).                                                               |
| 39  | 15 декабря 2012  | Мехди Буадла (26-4)              | Нюрнберг, Германия                   | TKO8 (12) 2:11  | Победа    | Защитил титул чемпиона мира по версии WBO во втором среднем весе. |
| 38  | 25 августа 2012  | Роберт Штиглиц (42-2)            | Берлин, Германия                     | UD (12)         | Победа    | Выиграл титул чемпиона мира по версии WBO во втором среднем весе. (116—112, 116—112, 115—113).                                                                           |
| 37  | 31 марта 2012    | Пётр Вильчевски (30-2)           | Киль, Германия                       | UD (12)         | Победа    | Защитил титул чемпиона Европы по версии WBO. (119—108 118—109 118—109).                                                                                                  |
| 36  | 14 января 2012   | Пабло Фариас (19-1)              | Оффенбург, Германия                  | KO5 (12) 2:00   | Победа    | Выиграл титул чемпиона Европы по версии WBO. |
| 35  | 14 мая 2011      | Андре Уорд (23-0)                | Карсон, США                          | UD (12)         | Поражение | Бой за титул чемпиона мира по версии WBA Super во втором среднем весе. (счёт 108—120, 110—118, 111—118) Super Six World Boxing Classic.                                  |
| 34  | 12 февраля 2011  | Степан Божич (24-4)              | Мюльхайм-ан-дер-Рур, Германия        | TKO2 (10) 1:01  | Победа    | Божич не смог продолжить из-за травмы левой руки. |
| 33  | 27 ноября 2010   | Карл Фроч (26-1)                 | Хельсинки, Финляндия                 | UD (12)         | Поражение | Бой за вакантный титул чемпиона мира по версии WBC во втором среднем весе. (109—119, 108—120, 108—120) Super Six World Boxing Classic.                                   |
| 32  | 27 марта 2010    | Андре Диррелл (18-1)             | Детройт, США                         | DQ11 (12) 1:13  | Поражение | Абрахам был в нокдауне 4 раунде. Абрахам ударил Диррелла после того как он поскользнулся и упал на мокром канвасе. (91-98, 92-97, 92-97) Super Six World Boxing Classic. |
| 31  | 17 октября 2009  | Джермен Тейлор (28-3-1)          | Берлин, Германия                     | KO12 (12) 2:54  | Победа    | Super Six World Boxing Classic. |
| 30  | 27 июня 2009     | Махир Орал (25-1-2)              | Берлин, Германия                     | TKO10 (12) 1:23 | Победа    | Защитил титул чемпиона мира по версии IBF в среднем весе, 10-я защита.                                                                                                   |
| 29  | 14 марта 2009    | Лахуан Саймон (21-0-2)           | Киль, Германия                       | UD (12)         | Победа    | Защитил титул чемпиона мира по версии IBF в среднем весе, 9-я защита. (117—110, 118—109, 117—110).                                                                       |
| 28  | 8 ноября 2008    | Рауль Маркес (41-3-1)            | Бамберг, Германия                    | RTD6 (12) 3:00  | Победа    | Защитил титул чемпиона мира по версии IBF в среднем весе, 8-я защита. |
| 27  | 21 июня 2008     | Эдисон Миранда (30-2)            | Голливуд, США                        | TKO4 (12) 1:13  | Победа    | Нетитульный бой во втором среднем весе. |
| 26  | 29 марта 2008    | Элвин Айяла (18-2-1)             | Шлезвиг-Гольштейн, Германия          | KO12 (12) 2:32  | Победа    | Защитил титул чемпиона мира по версии IBF в среднем весе, 7-я защита. |
| 25  | 8 декабря 2007   | Уэйн Элкок (18-2)                | Базель, Швейцария                    | TKO5 (12) 1:58  | Победа    | Защитил титул чемпиона мира по версии IBF в среднем весе, 6-я защита. |
| 24  | 18 августа 2007  | Хорен Гевор (27-2)               | Пренцлауэр-Берг, Германия            | KO11 (12) 2:41  | Победа    | Защитил титул чемпиона мира по версии IBF в среднем весе, 5-я защита. |
| 23  | 26 мая 2007      | Себастьян Демерс (20-0)          | Бамберг, Германия                    | KO3 (12) 2:57   | Победа    | Защитил титул чемпиона мира по версии IBF в среднем весе, 4-я защита. |
| 22  | 23 сентября 2006 | Эдисон Миранда (26-0)            | Вецлар, Германия                     | UD (12)         | Победа    | Защитил титул чемпиона мира по версии IBF в среднем весе, 3-я защита. (114—109, 115—109, 116—109).                                                                       |
| 21  | 13 мая 2006      | Кофи Джантуа (30-2)              | Цвиккау, Германия                    | UD (12)         | Победа    | Защитил титул чемпиона мира по версии IBF в среднем весе, 2-я защита. (117—109, 115—112, 116—111).                                                                       |
| 20  | 4 марта 2006     | Шеннан Тейлор (42-4-2)           | Ольденбург, Германия                 | UD (12)         | Победа    | Защитил титул чемпиона мира по версии IBF в среднем весе, 1-я защита. (120—107, 120—107, 120—106).                                                                       |
| 19  | 10 декабря 2005  | Кингсли Икеке (23-1)             | Лейпциг, Германия                    | KO5 (12) 1:36   | Победа    | Выиграл вакантный титул чемпиона мира по версии IBF в среднем весе. |
| 18  | 1 октября 2005   | Луи-Даниэль Парада (14-10-1)     | Ольденбург, Германия                 | TKO5 (8) 2:52   | Победа    | |
| 17  | 16 июля 2005     | Ховард Истман (40-2)             | Нюрнберг, Германия                   | UD (12)         | Победа    | Защитил титул интерконтинентального чемпиона мира по версии WBA. (116—112, 115—113, 119—110).                                                                            |
| 16  | 23 апреля 2005   | Эктор Хавьер Веласко (31-4-1)    | Дортмунд, Германия                   | KO5 (12) 2:49   | Победа    | Защитил титул интерконтинентального чемпиона мира по версии WBA. Завоевал интерконтинентальный титул по версии WBF.                                                      |
| 15  | 12 февраля 2005  | Ян Гарднер (18-1)                | Берлин, Германия                     | UD (12)         | Победа    | Выиграл титул интерконтинентального чемпиона мира по версии WBA. (114—111, 115—110, 115—113).                                                                            |
| 14  | 20 ноября 2004   | Роберто-Марио Веккьо (12-3-2)    | Кемптен, Германия                    | TKO6 (8) 2:02   | Победа    | |
| 13  | 4 сентября 2004  | Надер Хамдан (36-1)              | Эссен, Германия                      | TKO12 (12) 1:30 | Победа    | Выиграл титул интерконтинентального чемпиона мира по версии WBA. |
| 12  | 3 июля 2004      | Дейв Нэш (4-4)                   | Хаттерсхайм-на-Майне, Германия       | KO2 (8)         | Победа    | |
| 11  | 5 июня 2004      | Марк Флин (8-2)                  | Хемниц, Германия                     | KO3 (8)         | Победа    | |
| 10  | 17 апреля 2004   | Кристиан-Оскар Санабрия (12-4-8) | Берлин, Германия                     | KO5 (8)         | Победа    | |
| 9   | 27 марта 2004    | Бранко Собот (18-5)              | Магдебург, Германия                  | TKO2 (8)        | Победа    | |
| 8   | 28 февраля 2004  | Стив Уокер (15-8)                | Дрезден, Германия                    | KO2 (8)         | Победа    | |
| 7   | 31 января 2004   | Габриэль Ботос (2-24-3)          | Вайссензее, Германия                 | TKO2 (6)        | Победа    | |
| 6   | 17 января 2004   | Алехандру Маня (0-17)            | Кобленц, Германия                    | TKO3 (6)        | Победа    | |
| 5   | 13 декабря 2003  | Цезарий Пиотровский (0-1)        | Нюрнберг, Германия                   | KO4 (6)         | Победа    | |
| 4   | 22 ноября 2003   | Томаш Викан (1-2-1)              | Риза, Германия                       | TKO2 (6)        | Победа    | |
| 3   | 4 октября 2003   | Сладко Сицич (0-4)               | Цвиккау, Германия                    | TKO3 (4)        | Победа    | |
| 2   | 6 сентября 2003  | Пётр Рикала (3-9)                | Эрфурт, Германия                     | TKO2 (4)        | Победа    | |
| 1   | 16 августа 2003  | Франк Кари Рот (1-1-1)           | Нюрбург, Германия                    | TKO3 (4)        | Победа    | |
| Бой | Дата             | Соперник                         | Место боя                            | Раундов         | Результат | Дополнительно |

## Награды
- Медаль Вооружённых Сил Армении «Андраник Озанян» (2007)[24]
- Медаль «За заслуги перед Отечеством» 1-й степени (2011)[25]
- Почётный гражданин Еревана (2015)

## Факты
- Немецкое гражданство Артур Абрахам получил в 2006 году, когда сдал экзамен по немецкому языку.
- Свою профессиональную карьеру Артур Абрахам совмещает с комментаторской деятельностью на немецком телеканале ARD. Так, например, он комментировал бой чемпиона в тяжёлом весе по версии WBA Николая Валуева с американцем Монти Барреттом в прямом эфире[26].
- Младший брат Артура Абрахама Александр Абрахам также серьёзно занимался боксом. На профессиональном ринге он провёл 26 боёв и в 25 из них одержал победу, а один свёл вничью[27]. С 2008 по 2010 годы Александр Абрахам владел титулом чемпиона Европы среди стран, не входящих в Евросоюз (European External European Union) в первом среднем весе, однако в феврале 2010 года из-за проблем со здоровьем он был вынужден объявить о завершении своей спортивной карьеры[28].
- В художественном фильме «Макс Шмелинг: Боец Рейха» сыграл одного из соперников Шмелинга — Рихарда Фогта.